# Vicko Bilandžić
Vicko Bilandžić (Split, 1977.) je hrvatski kazališni, televizijski i filmski glumac.

## Filmografija

### Televizijske uloge
- "Mrkomir Prvi" kao Kanimir (2025.)
- "Metropolitanci" kao Roko Bilić (2022.)
- "Patrola na cesti" kao policajac Ranko (2015.)
- "Crno-bijeli svijet" kao Burić (2015.)
- "Emanuel Vidović" kao Kamilo Tončić-Sorinj (2015.)
- "Glas naroda" kao fotograf (2014.)
- "Loza" kao Frane Radovani (2011. – 2012.)
- "Mamutica" kao specijalac (2009.)
- "Bumerang" kao Stipe Košćica (2005.)

### Filmske uloge
- "Tereza37" kao doktor Kovačević (2020.)
- "Ne gledaj mi u pijat" kao muškarac s plaže #2 (2016.)
- "Bella Biondina" kao Jerko (2011.)
- "Dva sunčana dana" kao Ivica (2010.)
- "Mrtvi kutovi" kao Andro (2005.)
- "Ta divna splitska noć" kao Luka (2004.)
- "Nebo, sateliti" kao pastir u kamionu (2001.)
- "Milostiva smrt" (2000.)
- "Ništa od sataraša" kao Jerko (2000.)

## Vanjske poveznice
- Vicko Bilandžić u internetskoj bazi filmova IMDb-u (engl.)